# Campeonato Europeu de Patinação Artística no Gelo de 1929
O Campeonato Europeu de Patinação Artística no Gelo de 1929 foi a vigésima oitava edição do Campeonato Europeu de Patinação Artística no Gelo, um evento anual de patinação artística no gelo organizado pela União Internacional de Patinação (em inglês:  International Skating Union) onde os patinadores artísticos competem pelo título de campeão europeu. A competição foi disputada na cidade de Davos, Suíça.

## Eventos
- Individual masculino

## Medalhistas
| Evento                        | Ouro                   | Prata                    | Bronze                 |
| Individual masculino detalhes | Karl Schäfer · Áustria | Georges Gautschi · Suíça | Ludwig Wrede · Áustria |

## Resultados

### Individual masculino
| Pos.              | Nome              | Nacionalidade   |
| ----------------- | ----------------- | --------------- |
| Medalha de ouro   | Karl Schäfer      | Áustria         |
| Medalha de prata  | Georges Gautschi  | Suíça           |
| Medalha de bronze | Ludwig Wrede      | Áustria         |
| 4                 | Herbert Haertel   | Alemanha        |
| 5                 | Josef Bernhauser  | Áustria         |
| 6                 | Paul Franke       | Alemanha        |
| 7                 | Ernst Baier       | Alemanha        |
| 8                 | Rudolf Praznowski | Tchecoslováquia |
| 9                 | H. Danzig         | Alemanha        |
| 10                | Benno Wellmann    | Alemanha        |

## Quadro de medalhas
| Ordem | País    | Medalha de ouro | Medalha de prata | Medalha de bronze |   | Ordem por total |
| ----- | ------- | --------------- | ---------------- | ----------------- | - | --------------- |
| 1     | Áustria | 1               |                  | 1                 | 2 | 1               |
| 2     | Suíça   |                 | 1                |                   | 1 | 2               |
| TOTAL | TOTAL   | 1               | 1                | 1                 | 3 | —               |